# Жидели (Жамбылский район)
Жидели (каз. Жиделі) — упразднённое село в Жамбылском районе Жамбылской области Казахстана. Входило в состав в состав Караойского сельского округа. В 2011 году включено в состав города Тараз и исключено из учётных данных. 

## Население
| Численность населения | Численность населения | Численность населения |
| 1989                  | 1999                  | 2009                  |
| --------------------- | --------------------- | --------------------- |
| 84                    | ↗207                  | ↘182                  |

В 1999 году население села составляло 207 человек (102 мужчины и 105 женщин). По данным переписи 2009 года, в селе проживали 182 человека (87 мужчин и 95 женщин).